# George Ostrogorsky
George Alexandrovič Ostrogorsky (em russo:  Георгий Александрович Острогорский, conhecido também como George Ostrogorsky; 19 de janeiro de 1902 — 24 de outubro de 1976 (74 anos)) foi um historiador iugoslavo nascido na Rússia e um bizantinista que amealhou uma reputação mundial por seus estudos bizantinos.

## Biografia
Ostrogorsky nasceu em São Petersburgo, na Rússia, e era filho de um diretor de escola secundária e de uma escritora de temas pedagógicos.
Ele completou sua educação secundária em um ginásio clássico de sua cidade natal e, assim, aprendeu o grego muito cedo. Ele começou seus estudos universitários em Heidelberg, na República de Weimar (Alemanha) em 1921, dedicando-se inicialmente à filosofia, economia e sociologia, embora ele também se interessasse por arqueologia clássica. Entre seus professores estavam Karl Jaspers, Heinrich Rickert, Alfred Weber e Ludwig Curtius. Seu interesse em história, especialmente a bizantina, foi despertado por um jovem docente chamado Percy Ernst Schramm. Deoius de estudar diversos aspectos da bizantinologia em Paris entre 1924 e 1925, Ostrogorsky recebeu seu doutorado da Universidade de Heidelberg (1925) com uma dissertação na qual ele combinava seus interesses em economia e história bizantina. Em seguida, ele lecionou como privatdozent em Breslau a partir de 1928 e se mudou para Belgrado em 1938. Ali, lecionou na Faculdade de Filosofia da Universidade de Belgrado, onde ele era o professor catedrático de bizantinologia.
Ostrogorsky fez do Reino da Iugoslávia sua residência e ensinou em Belgrado por quarenta anos, até se retirar em 1973, quando passou a cadeira de bizantinologia para Božidar Ferjančić. Ele foi nomeado membro correspondente da Academia de Ciências e Artes da Sérvia em 1946 e regular dois anos depois. Um instituto de bizantinologia foi criado na academia em 1948 tendo ele como direto, um  posto que ele manteve até morrer. Ostrogorsky foi ainda o editor-chefe da publicação principal do instituo, o Zbornik Radova Vizantološkog Instituta, até o seu 16º volume, publicado em 1975.
Sua obra mais importante é o padrão "História do Estado Bizantino" (em alemão:  Geschichte des byzantinischen Staates), que teve três edições em alemão (1940, 1952, 1963), 2 em inglês (1957, 1968) e foi traduzida para mais de dez línguas.
O professor Ostrogorsky morreu em Belgrado em 1976.